# Jonas David
Jonas David (Hamburg, 8 maart 1998) is een voetballer met zowel de Duitse als Nigeriaanse nationaliteit die doorgaans als centrale verdediger speelt. In 2018 maakte hij zijn debuut in het betaald voetbal voor Hamburger SV in de 2. Bundesliga. Sinds augustus 2025 speelt hij voor het Duitse SSV Ulm 1846. 

## Clubloopbaan

### Jeugd
David begon met voetballen bij Meiendorfer SV en maakte op 14-jarige leeftijd de overstap naar Eintracht Norderstedt. Met deze club speelde hij in dezelfde competitie als Hamburger SV, waar hij tijdens onderlinge wedstrijden opviel door zijn spel en doelpunten. Naar aanleiding hiervan werd hij uitgenodigd voor een proeftraining en ontving hij een aanbod om naar de jeugdacademie van Hamburger SV te gaan.. In juli 2014 maakte hij van dit aanbod gebruik en sloot zich aan bij de jeugdopleiding van de club.
In het seizoen 2016/17 kwam David uit voor de onder-17 van Hamburger SV. Op 13 augustus maakte hij zijn debuut in de thuiswedstrijd tegen Tennis Borussia Berlin, waarin hij in de 41e minuut inviel tijdens de met 5-0 gewonnen wedstrijd. Onder trainer Christian Titz werd hij een vaste waarde en stond hij in 21 van de 26 competitiewedstrijden in de basis. Hij scoorde drie doelpunten dat seizoen, waarvan het eerste tijdens de met 9-0 gewonnen wedstrijd tegen Hansa Rostock. In het seizoen 2017/18 speelde David in de onder-19 en begon hij in de eerste competitiewedstrijd tegen Niendorfer TSV in de basis. Aan het einde van het seizoen maakte hij de overstap naar het tweede elftal. Tijdens zijn jeugdperiode speelde hij onder andere samen met Josha Vagnoman, Ogechika Heil, Jann-Fiete Arp en Aaron Opoku.

### Hamburger SV
Tijdens de voorbereiding op het seizoen 2018/19 haalde zijn voormalige jeugdtrainer Christian Titz David bij de eerste selectie. In het openingsduel van de competitie maakte hij zijn debuut in de met 0-3 verloren uitwedstrijd tegen Holstein Kiel, waarin hij in de 56e minuut inviel voor David Bates. Zijn tweede optreden in de 2. Bundesliga volgde in de derde competitieronde, als invaller tegen Arminia Bielefeld. Door sterke concurrentie in het centrum van de verdediging, onder andere van Rick van Drongelen, bleven dit zijn enige optredens dat seizoen. Wel speelde hij 19 wedstrijden met het tweede elftal in de Regionalliga Nord. In september 2018 tekende David zijn eerste profcontract bij Hamburger SV, dat hem tot de zomer van 2021 aan de club verbond.
In het seizoen 2019/20 startte David in het tweede elftal en viel hij tijdens de wedstrijd tegen Wehen Wiesbaden tien minuten in bij het eerste elftal. Om zijn ontwikkeling verder te bevorderen werd hij in de winterstop voor het tweede deel van het seizoen verhuurd aan Würzburger Kickers. Na een half seizoen keerde hij terug en verlengde hij zijn contract bij Hamburger SV tot 2024. Onder de nieuwe trainer Daniel Thioune werd David tijdens de voorbereiding op het seizoen 2020/21 bij de eerste selectie gehaald. Op 14 september startte hij voor het eerst in de basis tijdens de eerste ronde van de DFB-Pokal, in de met 4-1 verloren uitwedstrijd tegen Dynamo Dresden. Zijn debuut in de basis van de competitie volgde pas in de laatste wedstrijd van het seizoen tegen Eintracht Braunschweig. Bij het tweede elftal kwam hij nauwelijks in actie, omdat de competitie door de COVID-19-maatregelen werd stilgelegd.
In het seizoen 2021/22 leek David zijn doorbraak te maken onder de nieuw aangestelde trainer Tim Walter. Na een sterke voorbereiding startte hij in het openingsduel tegen Schalke 04 in de basis en speelde hij de volledige 90 minuten in de met 1-3 gewonnen uitwedstrijd. Op 26 oktober scoorde hij zijn eerste doelpunt voor Hamburger SV tijdens de tweede ronde van de DFB-Pokal, in de met strafschoppen gewonnen uitwedstrijd tegen 1. FC Nürnberg. Hij opende de score in de 45e minuut na een voorzet van Sonny Kittel. Tijdens de strafschoppenserie nam hij de vierde en beslissende strafschop, die hij raak schoot. David speelde in de eerste veertien competitiewedstrijden alle minuten van zijn team, maar in november scheurde hij een spier, waardoor hij langere tijd uit de roulatie was. Na zijn terugkeer verloor hij zijn plek aan Mario Vušković en kwam hij de rest van het seizoen voornamelijk als invaller in actie.
In het begin van het seizoen 2022/23 kwam David slechts tot enkele invalbeurten. In november werd bekend dat zijn directe concurrent Mario Vušković was betrapt op doping, waarna David in de basis werd opgesteld tijdens de met 4-2 gewonnen thuiswedstrijd tegen SV Sandhausen. Hij pakte zijn kans en werd de rest van het seizoen een vaste waarde in het elftal. Op 21 april 2023 scoorde hij zijn eerste competitiedoelpunt tijdens de stadsderby tegen  FC St. Pauli. In de met 4-3 gewonnen thuiswedstrijd maakte hij in de 44e minuut de 1-1 gelijkmaker na een voorzet van Miro Muheim.Hamburger SV eindigde dat seizoen als derde in de competitie, waardoor het team de play-offs voor promotie/degradatie tegen VfB Stuttgart speelde. De heenwedstrijd in het  MHPArena in Stuttgart ging met 3-0 verloren, en in de return in Hamburg werd het 1-3, waardoor promotie niet werd behaald. David speelde in de heenwedstrijd, maar moest de return vanwege ziekte aan zich voorbij laten gaan.
David nam deel aan de volledige voorbereiding op het seizoen 2023/24, maar kreeg door de komst van Dennis Hadzikadunic, Guilherme Ramos en Stephan Ambrosius te maken met zware concurrentie. Het lukte hem niet een vaste basisplaats te veroveren, waarna hij in de winterstop besloot voor de rest van het seizoen te worden verhuurd aan Hansa Rostock. Vlak voor zijn vertrek verlengde hij zijn contract bij Hamburger SV tot 2025.Aan het einde van het seizoen keerde David terug naar Hamburg. Door de komst van onder andere Lucas Perrin voor het seizoen 2024/25 nam de concurrentie op de positie van centrale verdediger verder toe, waarna David en Hamburger SV in onderling overleg besloten het contract te ontbinden.

#### Verhuur aan Würzburger Kickers
David werd in de winterstop van het seizoen 2019/20 verhuurd aan Würzburger Kickers, dat uitkwam in de 3. Liga. Op 9 februari maakte hij zijn debuut voor de club uit Beieren, toen trainer Michael Schiele hem in de 80e minuut van de met 3-1 gewonnen thuiswedstrijd tegen FC Ingolstadt 04 bracht. Een week later startte hij als centrale verdediger in de basis tijdens de uitwedstrijd tegen Preußen Münster. In de drie daaropvolgende wedstrijden tegen Eintracht Braunschweig, FSV Zwickau en SV Waldhof Mannheim speelde hij opnieuw de volledige 90 minuten. Door de maatregelen tegen COVID-19 werd de competitie tijdelijk stilgelegd. Bij de herstart in mei 2020 was David geblesseerd en kwam hij dat seizoen niet meer in actie. Aan het einde van het seizoen keerde hij terug naar Hamburger SV.

#### Verhuur aan Hansa Rostock
David tekende eind augustus 2023 een eenjarig contract, waardoor hij voor de rest van het seizoen werd verhuurd aan Hansa Rostock. Op 3 september maakte hij zijn debuut voor de Noordoost-Duitse club, tegen zijn oude club Hamburger SV.Trainer Alois Schwartz bracht hem in de rust in het veld voor Svante Ingelsson tijdens de met 2-0 verloren wedstrijd. Gedurende het seizoen stond David drie maanden buitenspel vanwege een bovenbeenblessure. Hansa Rostock degradeerde naar de 3. Liga en David keerde na 16 gespeelde wedstrijden terug naar Hamburger SV.

### WSG Tirol
Begin november 2024 tekende David bij WSG Tirol, dat hem aantrok ter vervanging van geblesseerde centrale verdedigers. Op 9 november maakte hij zijn debuut in de Oostenrijkse Bundesliga, tijdens de uitwedstrijd tegen Grazer AK. Trainer Philipp Semlic bracht hem in de 66e minuut in het veld voor David Jaunegg. In de daaropvolgende wedstrijden tot het einde van het seizoen was hij basisspeler en vormde hij het hart van de verdediging. Op 2 maart scoorde David zijn eerste doelpunt voor WSG Tirol in de met 2-1 verloren uitwedstrijd tegen FC Blau-Weiß Linz, waarbij hij in de 30e minuut de 1-1 maakte. Een maand later volgde zijn tweede en laatste doelpunt, tijdens de met 1-3 verloren thuiswedstrijd tegen TSV Hartberg; in de 79e minuut bracht hij de stand opnieuw op 1-1. Aan het einde van het seizoen besloot WSG Tirol zijn contract niet te verlengen.

### SSV Ulm 1846
Kort na de start van de competitie tekende David een tweejarig contract bij SSV Ulm 1846, dat uitkomt in de 3. Liga. Hij werd mede aangetrokken als vervanger van de langdurig geblesseerde aanvoerder Johannes Reichert.

## Clubstatistieken
| Seizoen                         | Club                 | Competitie        | Competitie | Competitie | Beker | Beker | Internationaal | Internationaal | Overig | Overig | Totaal | Totaal |
| Seizoen                         | Club                 | Competitie        | Wed.       | Dlp.       | Wed.  | Dlp.  | Wed.           | Dlp.           | Wed.   | Dlp.   | Wed.   | Dlp.   |
| ------------------------------- | -------------------- | ----------------- | ---------- | ---------- | ----- | ----- | -------------- | -------------- | ------ | ------ | ------ | ------ |
| 2018/19                         | Hamburger SV II      | Regionalliga Nord | 19         | 1          | –     | –     | –              | –              | –      | –      | 19     | 1      |
| 2018/19                         | Hamburger SV         | 2. Bundesliga     | 2          | 0          | –     | –     | –              | –              | –      | –      | 2      | 0      |
| 2019/20                         | Hamburger SV         | 2. Bundesliga     | 1          | 0          | –     | –     | –              | –              | –      | –      | 1      | 0      |
| 2019/20                         | Hamburger SV II      | Regionalliga Nord | 8          | 0          | –     | –     | –              | –              | –      | –      | 8      | 0      |
| 2019/20                         | → Würzburger Kickers | 3. Liga           | 5          | 0          | –     | –     | –              | –              | –      | –      | 5      | 0      |
| 2020/21                         | Hamburger SV         | 2. Bundesliga     | 3          | 0          | 1     | 0     | –              | –              | –      | –      | 4      | 0      |
| 2021/22                         | Hamburger SV         | 2. Bundesliga     | 21         | 0          | 2     | 1     | –              | –              | –      | –      | 23     | 1      |
| 2022/23                         | Hamburger SV         | 2. Bundesliga     | 26         | 1          | 2     | 0     | –              | –              | 1      | 0      | 29     | 1      |
| 2023/24                         | → Hansa Rostock      | 2. Bundesliga     | 15         | 0          | 1     | 0     | –              | –              | –      | –      | 16     | 0      |
| 2024/25                         | WSG Tirol            | Bundesliga        | 17         | 2          | –     | –     | –              | –              | –      | –      | 17     | 2      |
| 2025/26                         | SSV Ulm 1846         | 2. Bundesliga     | 0          | 0          | 0     | 0     | –              | –              | 0      | 0      | 0      | 0      |
| Carrière totaal                 | Carrière totaal      | Carrière totaal   | 117        | 4          | 6     | 1     | 0              | 0              | 1 *    | 0      | 124    | 5      |
| Bijgewerkt tot 15 augustus 2025 |                      |                   |            |            |       |       |                |                |        |        |        |        |

* In het seizoen 2022/23 nam David met Hamburger SV deel aan de promotie/degradatie-playoffs voor een plek in de Bundesliga.

## Interlandloopbaan
David kwam uit voor verschillende Duitse jeugdelftallen, zonder actief deel te nemen aan een eindronde. In totaal speelde hij negen jeugdinterlands voor Duitsland, waarin hij onder andere samenspeelde met Jonathan Burkardt, Nicolas Kühn, Florian Krüger en Jean-Manuel Mbom. De Nigeriaanse voetbalbond benaderde hem om voor het nationale elftal uit te komen, maar hij zag hier tot nu toe van af.

### Duitse jeugdelftallen
Op 14 november 2018 speelde David zijn eerste officiële interland voor Duitsland -19. In de met 1-0 verloren uitwedstrijd tegen  Portugal viel hij in de rust in. Het enige doelpunt van de wedstrijd werd gescoord door Pedro Neto. In 2019 kwam hij uit tijdens twee kwalificatiewedstrijden voor het Europees kampioenschap 2019  in Armenië., tegen Kroatië en Noorwegen. Duitsland wist zich niet te kwalificeren voor het eindtoernooi. Zijn laatste optreden voor een Duits jeugdteam was voor Duitsland -20 in de met 1-0 gewonnen uitwedstrijd tegen Zwitserland. Tijdens deze wedstrijd kreeg David twee keer geel van scheidsrechter Ondřej Berka en moest hij het veld verlaten. 
| Jeugdinterlands van Jonas David voor Duitsland | Jeugdinterlands van Jonas David voor Duitsland | Jeugdinterlands van Jonas David voor Duitsland | Jeugdinterlands van Jonas David voor Duitsland | Jeugdinterlands van Jonas David voor Duitsland | Jeugdinterlands van Jonas David voor Duitsland |
| №                                              | Datum                                          | Wedstrijd                                      | Uitslag                                        | Soort Wedstrijd                                | Doelpunten                                     |
| Als speler bij Onder-19                        | Als speler bij Onder-19                        | Als speler bij Onder-19                        | Als speler bij Onder-19                        | Als speler bij Onder-19                        | Als speler bij Onder-19                        |
| ---------------------------------------------- | ---------------------------------------------- | ---------------------------------------------- | ---------------------------------------------- | ---------------------------------------------- | ---------------------------------------------- |
| 1.                                             | 14 november 2018                               | Portugal – Duitsland                           | 1 – 0                                          | Vriendschappelijk                              | 0                                              |
| 2.                                             | 17 november 2018                               | Nederland – Duitsland                          | 1 – 0                                          | Vriendschappelijk                              | 0                                              |
| 3.                                             | 19 november 2018                               | Armenië – Duitsland                            | 0 – 7                                          | Vriendschappelijk                              | 0                                              |
| 4.                                             | 20 maart 2019                                  | Kroatië – Duitsland                            | 1 – 2                                          | EK-kwalificatie 2019                           | 0                                              |
| 5.                                             | 23 maart 2019                                  | Noorwegen – Duitsland                          | 1 – 0                                          | EK-kwalificatie 2019                           | 0                                              |
| Als speler bij Onder-20                        |                                                |                                                |                                                |                                                |                                                |
| 1.                                             | 5 september 2019                               | Duitsland – Tsjechië                           | 4 – 2                                          | Vriendschappelijk                              | 0                                              |
| 2.                                             | 8 september 2019                               | Nederland – Duitsland                          | 1 – 2                                          | Vriendschappelijk                              | 0                                              |
| 3.                                             | 10 oktober 2019                                | Duitsland – Polen                              | 3 – 4                                          | Vriendschappelijk                              | 0                                              |
| 4.                                             | 13 oktober 2019                                | Zwitserland – Duitsland                        | 0 – 1                                          | Vriendschappelijk                              | 0                                              |
| Bijgewerkt tot 23 december 2023                |                                                |                                                |                                                |                                                |                                                |

## Persoonlijk
David is geboren uit een Duitse moeder en een Nigeriaanse vader.